# Damien Inglis
Pour les articles homonymes, voir Inglis.
Damien Inglis, né le 20 mai 1995 à Cayenne (Guyane, France), est un joueur international français de basket-ball. Il mesure 2,03 m et évolue au poste d'ailier fort.

## Biographie

### Formation au centre fédéral (2009-2013)
Damien Inglis intègre le centre de formation du Centre fédéral en 2009.
Le 10 novembre 2012, lors de la défaite des siens contre Blois, il marque 31 points (à 9/15 aux tirs).
Entre le 22 et 24 février 2013, il participe également au Nike International Junior Tournament 2013 à Belgrade, un tournoi regroupant les meilleures équipes junior d'Europe. L'INSEP termine 3e et Inglis est élu dans le meilleur cinq du tournoi. En 4 matchs joués sur 5 que l'INSEP a disputé (blessé, il ne participe pas au match pour la 3e place), Inglis finit avec des moyennes de 19 points (à 25/36 à deux points, 4/12 à trois points et 14/18 aux lancers-francs), 8,5 rebonds, 7,25 passes décisives, 1,75 contres et 2,5 balles perdues par match. Lors de la rencontre contre l'USK Prague, il réalise un triple-double (30 points, 11 rebonds et 11 passes décisives) pour une très bonne évaluation de 56. L'INSEP obtient une invitation au Nike International Junior Tournament de Londres, le Final Four de l'Euroleague junior.
En juillet 2013, il participe avec l'équipe de France au Championnat d'Europe des 18 ans et moins qui se déroule en Lettonie. Comme dans l'équipe des 16 ans et moins, Inglis s'impose comme le leader de la sélection. Il est remarqué pour ses qualités athlétiques et sa polyvalence. La France est cependant éliminée par l'Espagne en quart de finale et termine à la 7e place.

### Débuts professionnels à Roanne (2013-2014)
Meilleur joueur de la promotion 2013 du Centre fédéral, Damien Inglis est logiquement courtisé par de nombreux clubs de LNB. Le 23 avril, il effectue un premier essai avec l'Élan béarnais Pau-Lacq-Orthez. Mais, il intéresse également Roanne et Antibes, deux autres clubs de Pro A, ainsi que Boulogne qui évolue en Pro B Boulogne-sur-Mer. Le 4 juin 2013, il signe trois ans à Roanne bien qu'il hésitait avec Antibes. Fin septembre, il souffre d’une lésion musculaire aux ischio-jambiers ce qui l'empêche de participer aux Mondiaux 3×3 Junior en Indonésie. Le 26 septembre, il reprend l'entraînement individuel. Lors de la 5e journée de Pro A, il contribue à la victoire des siens contre Dijon en terminant meilleur marqueur (14 points à 4/7 aux tirs dont un 2/3 à trois points) et avec la meilleure évaluation de son équipe. Envoyé à la conférence de presse après ce match, Damien déclare avoir eu à cœur de se rattraper après son faible match contre Antibes où il a laissé sa ligne de statistiques vierge avec un total de 7 minutes de jeu. Il avoue également que son entraîneur Luka Pavićević le pousse à bout aux entraînements.
Le 12 novembre, lors du match à Nancy, un scout NBA est venu spécialement d'Israël pour le voir. Durant ce match où Roanne a été défait 56 à 49, Inglis marque deux points (0/6 aux tirs dont 0/4 à trois points mais 2/2 aux lancers-francs), prend cinq rebonds, distribue une passe décisive, intercepte un ballon et perd deux ballons.
Comme pressenti en février, il est invité au Hoop Summit 2014 dans l'équipe mondiale qui se déroule le 12 avril à Portland. Il se dit très content d'être invité à ce match et de pouvoir se montrer en vue d'une sélection à la prochaine draft de la NBA. Titularisé dans ce match qui l'opposait à la sélection des meilleurs lycéens américains, il ne joue que cinq minutes en première mi-temps mais réussit un bon passage lors du troisième quart temps. Finalement, il cumule 4 points à 2/4 aux tirs, 4 rebonds, 2 passes décisives et 3 balles perdues en 15 minutes. En jouant ce match, il ne peut participer au match contre Nanterre avec son équipe de Roanne.

### NBA (2014-2017)
Le 21 avril 2014, il s'inscrit à la draft 2014 de la NBA où il est choisi par les Bucks de Milwaukee en 31e position (2e tour). En août 2014, il signe un contrat de trois ans avec les Bucks,. Gêné par une fracture de fatigue à la cheville depuis mai 2014, Inglis ne participe pas à la présaison avec les Bucks et son absence est encore estimée à six semaines à l'aube du début de la saison NBA. En janvier 2015, la fracture à la cheville ne se guérissant pas correctement, les Bucks décident d'opérer Inglis.
Rappelé par les Bucks après des passages en D-League, il réussit le 17 mars 2016 un match référence avec 10 points à 3 tirs réussis sur 5, 5 rebonds, 2 passes décisives et 3 contres en 21 minutes et une victoire 96-86 face aux Grizzlies. Il est finalement coupé par la formation de Milwaukee le 30 juin 2016 après avoir joué 20 matchs avec les Bucks.
Le 11 octobre 2016, Damien Inglis signe avec les Knicks de New York mais est licencié quelques jours plus tard.
Le 31 octobre 2016, Inglis signe un contrat avec les Knicks de Westchester en tant que joueur affilié aux Knicks.

### Retour en Europe (2017-2024)
Après un essai infructueux aux Raptors de Toronto, il regagne l'Europe à l'été 2017 en s'engageant avec le club italien d'Orlandina Basket en LegA. En désaccord avec l'entraîneur, Inglis quitte le club dès octobre.
Le 29 décembre 2017, il s'engage avec la SIG Strasbourg jusqu'à la fin de la saison.
Durant l'été 2018, il s'entraîne à Paris en attendant une nouvelle opportunité de carrière. Le 2 octobre 2018, il s'engage avec le Limoges Cercle Saint-Pierre jusqu'à la fin de la saison.
En juillet 2019, Inglis revient à la SIG Strasbourg avec laquelle il signe un contrat d'un an.
Au mois de juillet 2020, il s'engage pour une saison avec l'AS Monaco.
En novembre 2021, Inglis rejoint le Bilbao Basket, club de première division espagnole.
Pour la saison 2022-2023, Inglis s'engage avec le CB Gran Canaria, autre club de première division espagnole,.

### Départ pour le Japon (depuis 2024)
En septembre 2024, Inglis signe un contrat avec les Yokohama B-Corsairs (en), club japonais de première division (B.League).

## Clubs successifs
- 2013-2014 :  Chorale de Roanne (Pro A)
- 2014-2015 :  Bucks de Milwaukee (NBA)
- 2015-2016 :
  -  Bucks de Milwaukee (NBA)
    -  Charge de Canton (D-League)
    -  Knicks de Westchester (D-League)
- 2016-2017 :  Knicks de Westchester (D-League)
- 2017-2018 :
  - Juillet - octobre 2017 :  Orlandina Basket (LegA)
  - Décembre 2017 - juillet 2018 :  SIG Strasbourg (Pro A)
- 2018-2019 :  CSP Limoges (Jeep Élite)
- 2019-2020 :  SIG Strasbourg (Jeep Élite)
- 2020-2021 :  AS Monaco Basket (Jeep Élite)
- 2021-2022 :  Bilbao Basket (Liga ACB)
- 2022-2023 :  CB Gran Canaria (Liga ACB)
- 2023-2024 :  Valence (Liga ACB)
- depuis 2024 :  Yokohama B-Corsairs (en) (B.League)

## Palmarès

### En club
- Champion de France espoirs en 2013.
- Trophée du Futur espoirs en 2013.

- Vainqueur de la Coupe de France 2017-2018 avec Strasbourg
- Vainqueur de l'EuroCoupe 2020-2021 avec l'AS Monaco
- Vainqueur de l'EuroCoupe 2022-2023 avec le CB Gran Canaria

### En sélection nationale
- 4e place à l'Euro U16 2011[43].
- 7e place à l'Euro U18 2013[44].

### Distinctions personnelles
- Élu dans le meilleur cinq de l'Euro U16 2011[43].
- Élu dans le meilleur cinq du Nike International Junior Tournament 2013 à Belgrade.